# Smilax chiapensis
Smilax chiapensis là một loài thực vật có hoa trong họ Smilacaceae. Loài này được Lundell miêu tả khoa học đầu tiên năm 1942.